# Jharoda Kalan
Jharoda Kalan es una ciudad censal situada en el distrito de Delhi sudoeste,  en el territorio de la capital nacional,  Delhi (India). Su población es de 19578 habitantes (2011). 

## Demografía
Según el censo de 2011 la población de Jharoda Kalan era de 19578 habitantes, de los cuales 10401 eran hombres y 9477 eran mujeres. Jharoda Kalan tiene una tasa media de alfabetización del 86,73%, superior a la media estatal del 86,21%: la alfabetización masculina es del 93,10%, y la alfabetización femenina del 79,61%.